# Rozhlédni se, člověče
Rozhlédni se, člověče je dokumentární cyklus České televize, seznamující s českými, moravskými a slezskými rozhlednami. Autorem a režisérem cyklu je Bedřich Ludvík, spoluautorem pak Jan Nouza, přední znalec rozhleden v ČR. Cyklem provázel Luděk Munzar, letecké záběry se natáčely z vrtulníku W-3A-Sokol.
První klapka padla 25. května 1998 a projekt byl hotov, tedy natočen a sestříhán, 22. prosince téhož roku. První díl ČT odvysílala 5. ledna 1999, poslední pak 18. května, kdy zároveň běžely reprízy předchozích dílů.

## Jednotlivé díly
| Pořadí | Název dílu                                      | Zaměření dílu                                                        | Místa |
| ------ | ----------------------------------------------- | -------------------------------------------------------------------- | --- |
| 1      | V srdci "rozhlednového království"              | Praha a střední Čechy                                                | Děd, Městská hora v Berouně, Petřínská rozhledna, Říp |
| 2      | Milníky v historii rozhleden                    | jednotlivá historická období výstavby rozhleden v ČR                 | Jiráskova chata, Kleť, Minaret |
| 3      | Od skalních vyhlídek k architektonickým dílům   | co je všechno rozhledna, základní typy rozhleden                     | Babí lom, Chlum, Chlum u Plzně, Koráb, Kraví hora |
| 4      | V krajinách rozhleden – Jizerské hory           | rozhledny v Jizerských horách                                        | Ještěd, Černá studnice, Nad Prosečí, Královka, Bramberk, Tanvaldský Špičák, Štěpánka, Liberecká výšina, Petřín, Frýdlantská výšina, Slovanka |
| 5      | V krajinách rozhleden – Děčínsko                | rozhledny na Děčínsku                                                | Děčínský Sněžník, Sokolí vrch, Strážný vrch, Studenec, Vlčí hora |
| 6      | V krajinách rozhleden – Krušné hory             | rozhledny v Krušných horách                                          | Rozhledna Háj u Aše, Klínovec, Olověný vrch, Plešivec, Růžový vrch, Strážiště, Tisovský vrch, U Strejců, Vlčí hora |
| 7      | V krajinách rozhleden – Západočeské lázně       | rozhledny v oblasti mezi Karlovými Vary a Tachovem                   | Bohušův vrch, Bučina, Diana, Kamzík, Krásenský vrch, Vyhlídka Karla IV. |
| 8      | V krajinách rozhleden – Šumava                  | rozhledny na Šumavě a v Novohradských horách                         | Dyleň, Kraví hora, Kurzova rozhledna, Poledník, Svatobor |
| 9      | V krajinách rozhleden – Orlické hory a Jeseníky | rozhledny v Orlických horách a Jeseníkách                            | Cvilín, Háj u Šumperka, Ježník, Strážiště, Strážnice, Suchý vrch, Zlatý chlum |
| 10     | V krajinách rozhleden – "zbytek Moravy"         | rozhledny v dalších částech Moravy                                   | Alexandrova rozhledna, Babylon, Brdo, Bílá hora, Súkenická (Čarták), Čebínka, Horní les, Karasín, Kraví hora, Lhotka, Modrá, Oslednice, Panorama, Podvrší, Rosička, Rozhledna Alfonse Muchy, Slunečná, Svatý Kopeček, Tišnov, Travičná, Velká Čantoryje, Velký Lopeník |
| 11     | Rozhledy v číslech                              | dějiny rozhleden v číslech; Jan Nouza (přední znalec rozhleden v ČR) | Hořický chlum, Hrádek, Kraví hora, Velká Čantoryje, |
| 12     | Stavitelé rozhleden                             | představení nejznámějších stavitelů a architektů rozhleden           | Brdo, Barborka, Boiika, Borůvka, Terezka, Toulovcova rozhledna, Velký Lopeník |
| 13     | Rozhlednové rarity                              | obnovované rozhledny a rozhledy s větším počtem funkcí               | Bukovanský mlýn, Chlum, Křížový vrch, Masarykova věž samostatnosti, Melechov, Milešovka, Ocmanice, Památník generála Gablenze, Studený vrch |
| 14     | Zapomenuté rozhledny                            | zapomenuté a ohrožené rozhledny                                      | Bismarckova rozhledna, Hard, Hrádek, Kohout, Kostelní vrch, Krudum, Letná, Libníkovice, Petřín, Schillerova rozhledna, Strážný vrch, Tichánkova rozhledna, Větruše |
| 15     | Jak se staví rozhledny                          | stavba nových rozhleden                                              | Jiráskova chata, Kurzova rozhledna, Slovanka, Vrátenská hora |